# A magyar labdarúgó-válogatott mérkőzései 2017-ben
Ez a magyar labdarúgó-válogatott 2017-es mérkőzéseiről szóló cikk. Hat  2018-as világbajnoki selejtező mérkőzés mellett három barátságos mérközést játszott a csapat. A mérleg 3 győzelem és 6 vereség.
A magyar válogatott a világbajnoki selejtezőben a csoportjában a harmadik helyen végzett, a világbajnokságra nem jutott ki.

## Eredmények
915. mérkőzés – 2018-as labdarúgó-világbajnokság-selejtező
| 2017. március 25., szombat 20:45 (CES) |

| Portugália                                    | 3 – 0                         | Magyarország                     |
| --------------------------------------------- | ----------------------------- | -------------------------------- |
| Silva (1–0) 31' Ronaldo (2–0) 36' · (3–0) 65' | (2 – 0) Jegyzőkönyv Részletek | 61' Dzsudzsák 76' Gera 83' Kádár |

| Estádio da Luz, Lisszabon Nézőszám: 57 816 Játékvezető: Szymon Marciniak (lengyel) Asszisztensek: Paweł Sokolnicki és Tomasz Listkiewicz |

916. mérkőzés – barátságos
| 2017. június 5., hétfő 20:30 (CES) |

| Magyarország                  | 0 – 3                         | Oroszország                                                                      |
| ----------------------------- | ----------------------------- | -------------------------------------------------------------------------------- |
| Márkvárt 66' Kleinheisler 80' | (0 – 2) Jegyzőkönyv Részletek | 20' (0–1) Szmolov 40' (öngól) (0–2) Eppel 89' (0–3) Poloz 38' Vaszin 48' Jerohin |

| Groupama Aréna, Budapest Nézőszám: 12 000 Játékvezető: Christian Dingert (német) |

917. mérkőzés – 2018-as labdarúgó-világbajnokság-selejtező
| 2017. június 9., péntek 20:45 (CES) |

| Andorra                                                                         | 1 – 0                         | Magyarország |
| ------------------------------------------------------------------------------- | ----------------------------- | ------------ |
| Rebés 26' Alaez 27' Pujol 29' San Nicolas 36' Rubio 60' Vales 79' Maneiro 90+1' | (1 – 0) Jegyzőkönyv Részletek | 45+1' Bese   |

| Estadi Nacional, Andorra la Vella Nézőszám: 2 000 Játékvezető: Charalambos Kalogeropoulos (görög) |

918. mérkőzés – 2018-as labdarúgó-világbajnokság-selejtező
| 2017. augusztus 31., csütörtök 20:45 (CES) |

| Magyarország                                                                 | 3 – 1                         | Lettország                                                     |
| ---------------------------------------------------------------------------- | ----------------------------- | -------------------------------------------------------------- |
| Kádár 57' (1–0) 6' Szalai (2–0) 26' Dzsudzsák (3–1) 68' Nagy Á. 59' Bese 71' | (2 – 1) Jegyzőkönyv Részletek | 40' (2–1) 57' Freimanis 55' Koļesovs 67' Solovjovs 89' Indrāns |

| Groupama Aréna, Budapest Nézőszám: 20 000 Játékvezető: Jevgen Aranovszkij (ukrán) Asszisztensek: Olekszandr Vojtyuk és Szerhij Bekker |

919. mérkőzés – 2018-as labdarúgó-világbajnokság-selejtező
| 2017. szeptember 3., vasárnap 20:45 (CES) |

| Magyarország                                              | 0 – 1                         | Portugália                     |
| --------------------------------------------------------- | ----------------------------- | ------------------------------ |
| Pátkai 20' Priskin 30′ Elek 45+2' Dzsudzsák 82' Fiola 89' | (0 – 0) Jegyzőkönyv Részletek | 48' (0–1) A. Silva 89' Ronaldo |

| Groupama Aréna, Budapest Nézőszám: 22 000 Játékvezető: Danny Makkelie (holland) Asszisztensek: Mario Diks és Hessel Steegstra |

920. mérkőzés – 2018-as labdarúgó-világbajnokság-selejtező
| 2017. október 7., szombat 20:45 (CES) |

| Svájc                                                                             | 5 – 2                         | Magyarország                                   |
| --------------------------------------------------------------------------------- | ----------------------------- | ---------------------------------------------- |
| Xhaka (1–0) 18' Frei (2–0) 20' Zuber (3–0) 42' • (4–0) 49' Lichtsteiner (5–1) 83' | (3 – 0) Jegyzőkönyv Részletek | 58' (4–1) 35' Guzmics 89' (5–2) Ugrai 44' Elek |

| St. Jakob-Park, Bázel Nézőszám: 32 018 Játékvezető: Paolo Tagliavento (olasz) Asszisztensek: Alessandro Giallatini és Filippo Meli |

921. mérkőzés – 2018-as labdarúgó-világbajnokság-selejtező
| 2017. október 10., kedd 20:45 (CES) |

| Magyarország                 | 1 – 0                         | Feröer                                                     |
| ---------------------------- | ----------------------------- | ---------------------------------------------------------- |
| Böde (1–0) 81' Nagy Á. 90+2' | (0 – 0) Jegyzőkönyv Részletek | 18' Benjaminsen 57' Rólantsson 62' Baldvinsson 85' Joensen |

| Groupama Aréna, Budapest Nézőszám: 20 000 Játékvezető: Roi Reinshreiber (izraeli) Asszisztensek: Amihay Yehoshua Mozes és Dvir Shimon |

922. mérkőzés – barátságos
| 2017. november 9., csütörtök 20:00 (CET) |

| Luxemburg                           | 2 – 1                         | Magyarország       |
| ----------------------------------- | ----------------------------- | ------------------ |
| Aurélien (1–0) 15' Marvin (2–1) 84' | (1 – 1) Jegyzőkönyv Részletek | 18' (1–1) Nikolics |

| Stade Josy Barthel, Luxembourg Nézőszám: 1873 Játékvezető: Delferière Sébastien (belga) |

923. mérkőzés – barátságos
| 2017. november 14., kedd 20:15 (CET) |

| Magyarország       | 1 – 0                         | Costa Rica |
| ------------------ | ----------------------------- | ---------- |
| Nikolics (1–0) 37' | (1 – 0) Jegyzőkönyv Részletek |            |

| Groupama Aréna, Budapest Nézőszám: 9860 Játékvezető: Harkam Alexander (osztrák) |

| Előző év: 2016 | A magyar labdarúgó-válogatott mérkőzései 2010 és 2019 között | Következő év: 2018 |